# きく5号
きく5号（英語: Engineering Test Satellite - V、ETS-V）は宇宙開発事業団 (NASDA) が打ち上げた人工衛星（技術試験衛星）である。

## 目的
3段式H-Iロケットの性能確認、国産固体アポジモータの性能試験、静止3軸衛星バスの基盤技術の確立、将来の実用衛星開発に必要な新規技術の実証、船舶の通信・航空援助・捜索救難のための移動体通信実験を目的としている。

## 開発
1978年度から1979年度にかけて概念検討が行われた。当時は中高度3軸衛星用バス技術の確立を目的とし、ミッション機器として合成開口レーダをもつ全備質量1.3tの衛星として計画され、2段式のH-Iロケットで打ち上げられる予定であった。その後、計画は変更され、1982年度に静止3軸衛星用バス技術の確立などを目的とする静止衛星として宇宙開発委員会に提案された。宇宙開発委員会では従来より郵政省及び運輸省から要望のあった移動体通信実験衛星と統合する方向性が示された。翌1983年度から開発を開始、1983年5月より基本設計を行い、1984年11月から詳細設計を実施した。

## 運用
1987年8月27日にH-Iロケット2号機で種子島宇宙センターから打ち上げられた。衛星の機能確認などの初期運用を経て、同年11月末から定常運用に入り、移動体通信実験や洋上管制実験等の実験を実施した。1989年3月31日までの1年半にわたる定常運用を終了した後も実験を続け、1997年9月12日に全ての運用を終了した。